# Rhone (Franschhoek)

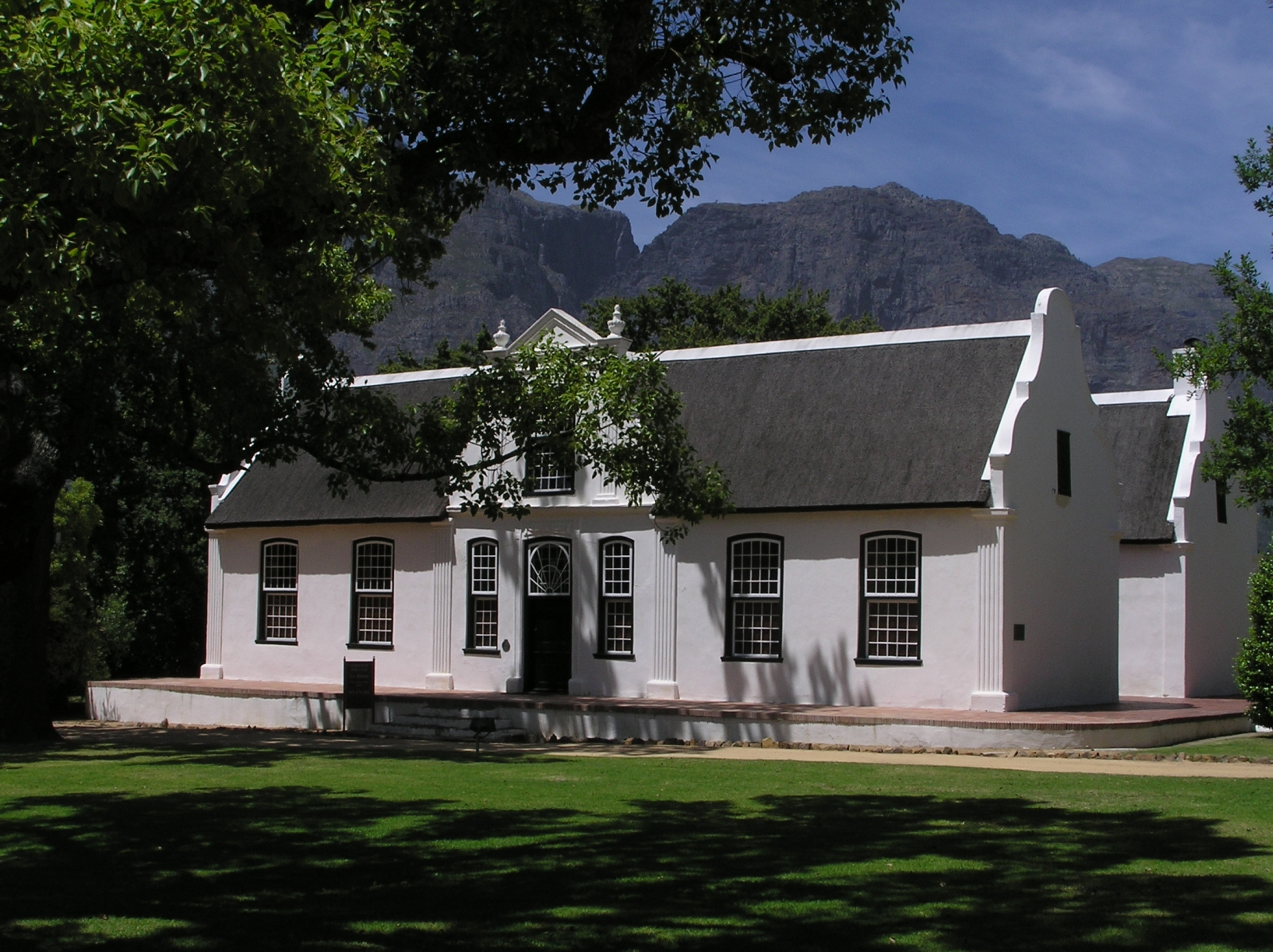
Vooraanzicht van Huis Rhone. in 2007.

Rhone is een wijnboerderij in de Zuid-Afrikaanse plaats Franschhoek in de gemeente Stellenbosch.
In 1691 werd het landgoed Rhone toegekend aan de hugenoot Jean Gardé. In 1700 kocht Gardé van een mede-hugenoot het aangrenzende landgoed Languedoc en voegde het bij Rhone. Het huis dat Gardé op Rhone bouwde is vermoedelijk tegenwoordig onderdeel van het koetshuis en moet een eenvoudig langhuis geweest zijn. In het verlengde van dit koesthuis is een muur aangelegd met aan het uiteinde haaks hierop nog stallen en (vermoedelijk) het slavenverblijf. Uit onderzoek van G.T. Fagan bleken ook deze gebouwen ouder te zijn dan het hoofdhuis. In 1702 kocht Jacob Malan het en in 1727 Claudine Lombard (weduwe van David du Buisson en Gerrit van Hoeting). Na haar dood werd het verkocht aan Pieter Joubert, de echtgenoot van Claudine Lombards dochter, Magdelena van Hoeting. Na Jouberts dood hertrouwde Magdalena met Gerrit Victor, die in 1795 het huidige huis liet bouwen.
Net als Boschendal is het een H-vormig huis, dat nog grotendeels intact is. Beide huizen zijn voorbeelden van het timpaan-type binnen de Kaaps-Hollandse stijl. De gevel draagt het jaartal 1795. Alle 4 zijgevels zijn holbol met een dik aangezet profiel. Het westelijke zijhof is vrij snel na voltooiing van het huis volgebouwd, maar omdat het een plat dak heeft is de H-vorm van het huis nog steeds herkenbaar. Het meeste houtwerk binnen is bewaard gebleven, inclusief een opengewerkte houten scheidingswand.
Het hoofdhuis staat een beetje schuin ten opzichte van het koesthuis. Om de symmetrie van het geheel te behouden is de wynkelder op zijn beurt schuin ten opzichte van het hoofdhuis gebouwd, waardoor een trapeziumvormig voorhof ontstond. De gevel van de wynkelder draagt het jaartal 1837, wat erg laat is voor de Kaaps-Hollandse stijl. De zijgevels zijn waarschijnlijk modern.
Het complex is tegenwoordig eigendom van Rhodes Fruit Farms. Op het landgoed Languedoc bevindt zich een in opdracht van Cecil Rhodes door architect Herbert Baker ontworpen werkers-dorpje, uit circa 1902.